# Locustella tacsanowskia
El zarzalero de Taczanowski (Locustella tacsanowskia') es una especie de ave paseriforme de la familia Locustellidae propia del este de Asia.

## Distribución y hábitat
El zarzalero de Taczanowski cría en el sureste de Siberia y el interior de China. Es un pájaro migratorio que pasa el invierno en las montañas del sureste asiático y el Himalaya oriental.